# Eintracht (Solingen)
Eintracht ist eine Ortslage in der bergischen Großstadt Solingen.

## Lage und Beschreibung
Der Ort liegt östlich von Widdert im Süden des Stadtbezirks Burg/Höhscheid. Er befindet sich in solitärer Höhenlage umgeben von landwirtschaftlichen Flächen direkt an der Straßenkreuzung der Widderter Straße mit dem Hintenmeiswinkeler Weg. Der Ort besteht bis heute nur aus dem ursprünglichen Gebäudeensemble der früheren Schule Eintracht.
Benachbarte Orte sind bzw. waren (von Nord nach West): Enderskotten, Johänntgesbruch, Kulle, Böckersberg, Untenwiddert, Caspersfeld, Hinten- und Vormeiswinkel sowie Lache.

## Geschichte
Eintracht entstand um 1835 als Standort einer privaten Schule, die von den Bewohnern der umliegenden Orte Vor- und Hintenmeiswinkel sowie Lache an einer verkehrsgünstig gelegenen Wegekreuzung errichtet wurde. Im Jahre 1871 übernahm die Gemeinde Höhscheid die Schule als Gemeindeschule, 1878/79 wurde sie um einen eingeschossigen Ziegelbau erweitert. Bis 1914 behielt die Schule ihre Eigenständigkeit bei, bevor sie mit der Schule Widdert zusammengeschlossen wurde. 1919 wurde der Standort Eintracht aufgelöst und das Gebäudeensemble in Wohnhäuser umgewandelt, die bis heute vorhanden sind.
Die Preußische Uraufnahme von 1844 verzeichnet den Ort nur als Schule. In der Topographischen Karte des Regierungsbezirks Düsseldorf von 1871 ist der Ort hingegen nicht verzeichnet. Als Eintracht benannt erscheint er erstmals in der Preußischen Neuaufnahme von 1893. Nach Gründung der Mairien und späteren Bürgermeistereien Anfang des 19. Jahrhunderts gehörte Eintracht zur Bürgermeisterei Höhscheid, die 1856 zur Stadt erhoben wurde und lag dort in der Flur VI. Meiswinkel.
Mit der Städtevereinigung zu Groß-Solingen im Jahre 1929 wurde Eintracht ein Ortsteil Solingens. Die Bezeichnung verschwand in der Nachkriegszeit vom Stadtplan, da sie auch nicht als amtlicher Straßenname eingeführt wurde. Heute ist der Ortsname daher nicht mehr gebräuchlich.

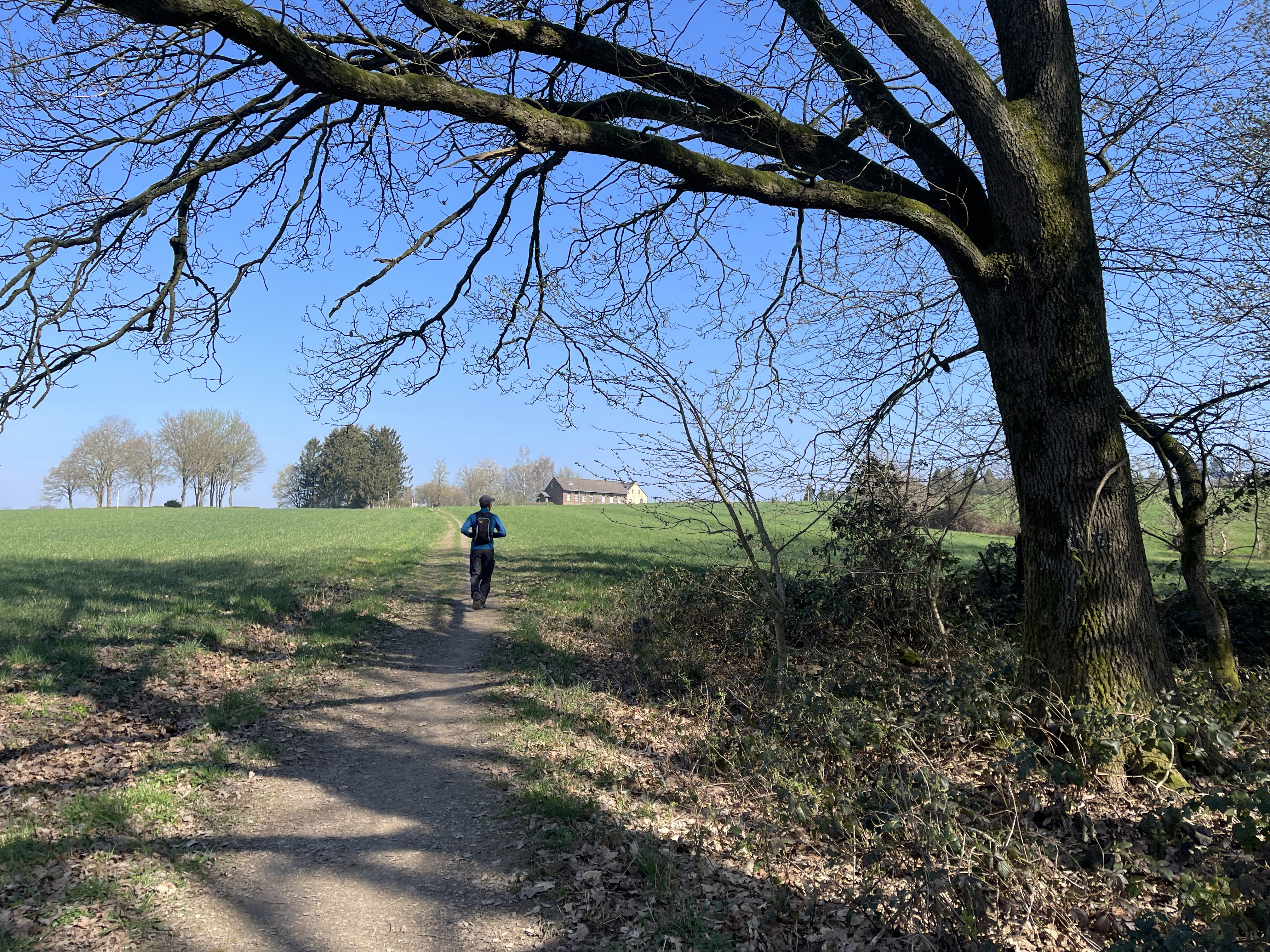
Wanderweg Klingenpfad Richtung ehem. Schule Eintracht
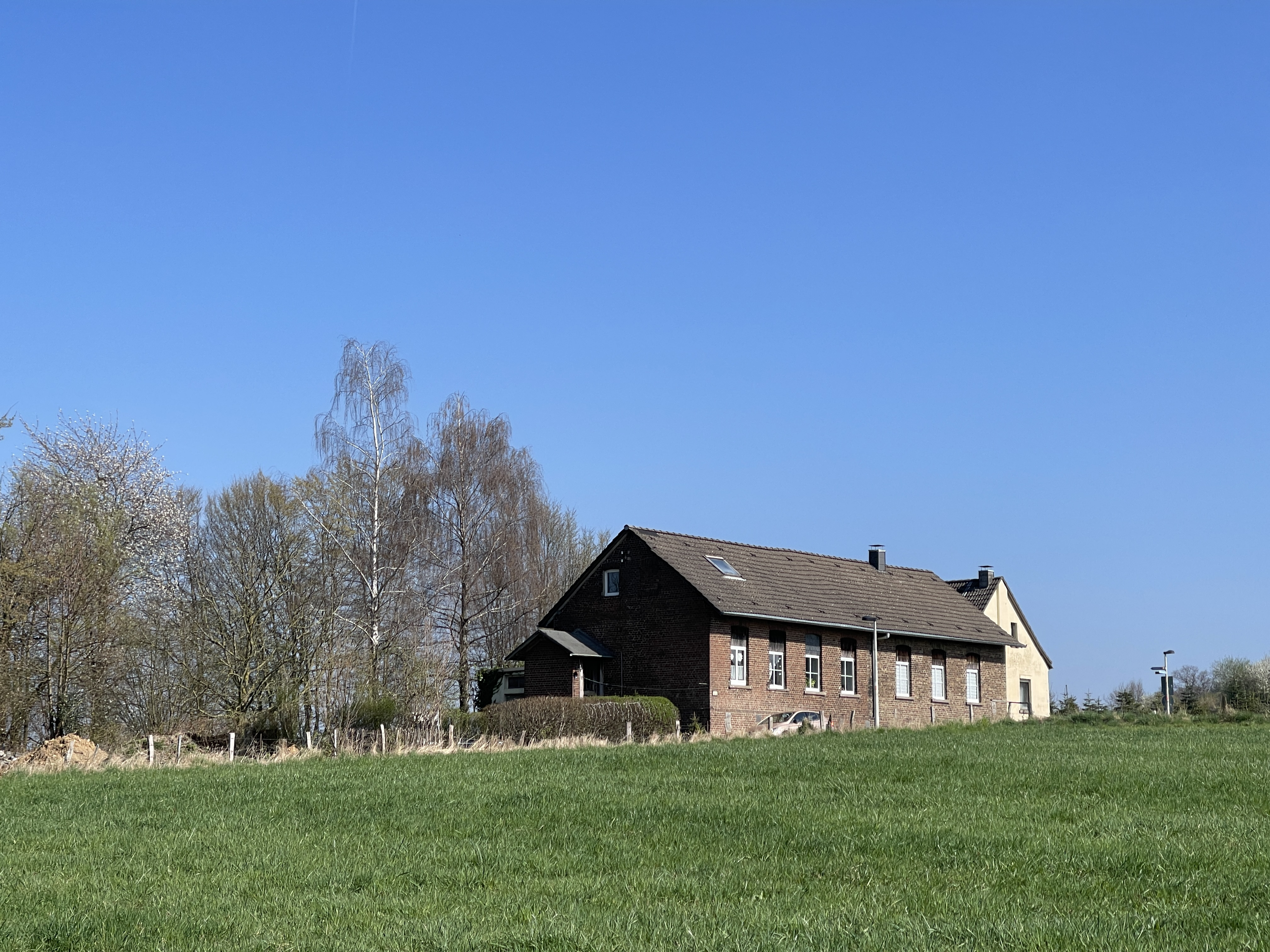
Ehemalige Schule Eintracht am Hintenweiswinkeler Weg